# Lysmata uncicornis

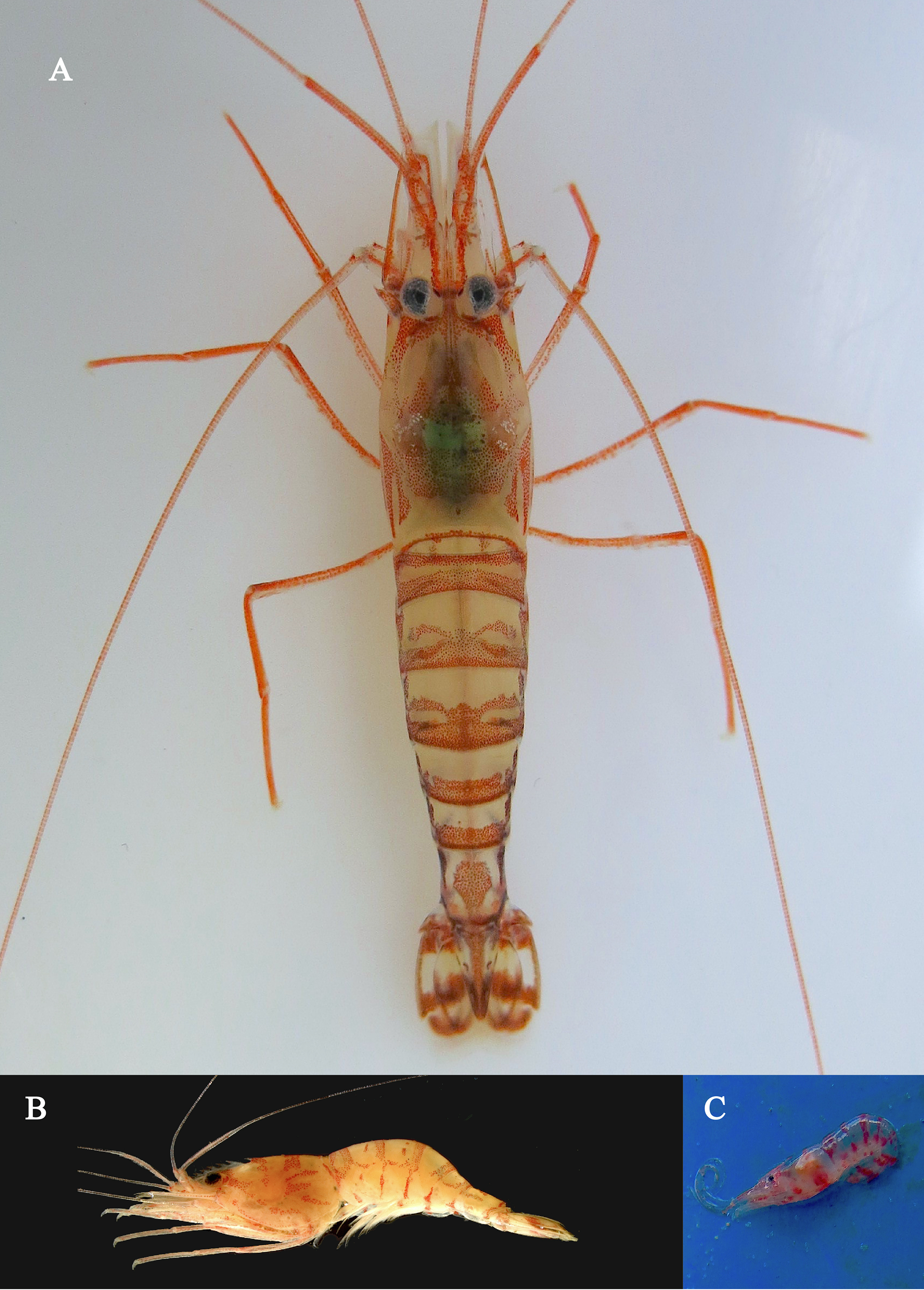
Lysmata uncicornis

Lysmata uncicornis is een garnalensoort uit de familie van de Hippolytidae. De wetenschappelijke naam van de soort is voor het eerst geldig gepubliceerd in 1952 door Holthuis & Maurin.